# Elitovio
Elitovio (fl. VI-V secolo a.C.) è stato un condottiero gallo.
Capo militare o religioso dei Galli Cenomani, che con l'appoggio di Belloveso capo degli Insubri, tra il VI ed il V secolo a.C. portò il suo popolo dalla zona di Le Mans alla Lombardia Orientale, passando per il Monginevro, insediandosi in una zona compresa tra Brescia e Verona e cacciando da qui i Liguri.
A Elitovio viene attribuita la fondazione di Brescia, il cui primo nucleo sorse sul colle Cidneo, da cui il primo nome della città, Brixia, dal suffisso bric, che in lingua celtica significava  cima, monte.